# Vinko Brešan
Vinko Brešan (Zagabria, 3 febbraio 1964) è un regista croato.

## Biografia
Figlio dello scrittore, sceneggiatore e commediografo Ivo Brešan e di Jela Godlar, ha studiato Filosofia e Letteratura comparata all'Università di Zagabria e Regia cinematografica e televisiva all'Accademia Arti Drammatiche.
Ha realizzato il suo primo cortometraggio, "Naša burza" ("La nostra Borsa") nel 1988.
Il suo primo lungometraggio, "Kako je počeo rat na mom otoku" ("Come la guerra iniziò sulla mia isola"), è uscito nel 1996. Si tratta del racconto in chiave amaramente umoristica delle Guerre jugoslave viste dal microcosmo umano di una piccola isola della Dalmazia. Il film fu un record di incassi in Croazia, battendo al botteghino con 300.000 spettatori "Independence Day". Fu premiato al Festival del cinema di Pola.
Il film successivo di Brešan, "Marshal Tito's Spirit" (2000), è una commedia nera che racconta le reazioni dei nostalgici titini e dei nuovi capitalisti rampanti alla notizia della comparsa del fantasma di Tito. Il film fu apprezzato da pubblico e critica in Croazia ed all'estero, ottenendo una menzione speciale al Festival di Berlino di quell'anno ed un premio al Festival di Pola. Sempre nel 2000 Brešan fu dichiarato miglior regista dell'anno al Festival internazionale del cinema di Karlovy Vary.
Nel 2003 il dramma di guerra "Svjedoci" ("Testimoni"), tratto da un romanzo di Jurica Pavčić, suscitò alcune polemiche ad opera del Partito Croato dei Diritti e di parte della destra croata, a causa della trama che tratta dell'uccisione di un serbo ad opera di tre soldati croati durante le Guerre jugoslave. Tuttavia il film fu nominato per l'Orso d'oro al Festival di Berlino di quell'anno e premiato al Festival di Karlovy Vary.
Nel 2013 è uscito Padre vostro (Svećenikova djeca), commedia amara che racconta la storia di un sacerdote cattolico alle prese con il sempre crescente uso di contraccettivi in un'isola della Dalmazia. "Svećenikova djeca" ha vinto il premio come Miglior Film nell'edizione 2013 del Film Festival Popoli e Religioni di Terni.

### Vita privata
Brešan è sposato con la sua produttrice Sandra Botica, ed i due hanno due figli, Ivan e Nico.

## Opere

### Lungometraggi
- Come la guerra arrivò sulla mia isola ("Kako je počeo rat na mom otoku"), 1996
- Il fantasma del Maresciallo Tito ("Maršal"), 2000
- Svjedoci", 2003[2]
- Nije kraj, 2008[2]
- Padre vostro (Svećenikova djeca), 2013[2]
- La costituzione della Repubblica di Croazia (2017)